# Lodalskåpa
De Lodalskåpa is de hoogste top van het gebergte Breheimen in de gemeentes Luster en Stryn in de Noorse provincie Vestland.
De lichtste beklimming is vanaf Bødalsseter of Bødal. Vanuit Stryn worden georganiseerde tochten voor beklimming van de Lodalskåpa georganiseerd.

## Externe links

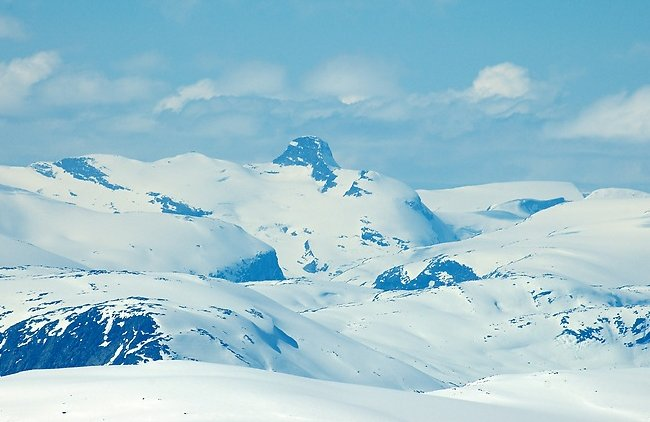
Lodalskåpa gezien vanaf Fannaråki